# ブライアン・ジョーンズ
ルイス・ブライアン・ホプキン・ジョーンズ（英: Lewis Brian Hopkin Jones、1942年2月28日 - 1969年7月3日）は、イギリスのギタリスト。イギリスを代表するロックバンドである「ローリング・ストーンズ」の創始者であり初代リーダーであった。27クラブの嚆矢としても極めて著名である。

## 生涯

### 生い立ち
ウェールズ人航空技師である父ルイス・ブラウント（1917年 - 2009年）と母ルイザ・ベアトリス（1918年 - 2011年）との間に生まれた。ミック・ジャガーと同様に、ジョーンズの両親も中流階級だった。ジョーンズは幼少の頃からピアノを習い、地元の教会の少年聖歌隊員になったり、学校のオーケストラに入ってクラリネットを習うなど、音楽的に恵まれた環境で育つ。知能指数が135もあり、将来を有望視されていた少年時代は歯科医になろうとしていたという。
1958年、地元のジャズ・バンド66クラブに加入。ギターとサックスを習得し、ダンスパーティや学校などで演奏をした。一方、16歳の時に14歳の少女を妊娠させたことで、チェルトナム・グラマースクールを除籍される。その後はバスの運転手やレコード店の店員、石炭商などの職を転々とする。
1960年、地元チェルトナムにてアレクシス・コーナーと会う。この頃のジョーンズはヒッチハイクで旅をしながら行く先々で地元のバンドに飛び入りし、ギターやハーモニカを演奏して日銭を稼ぐ生活を送っていた。1961年にはチェルトナムに戻り、地元のバンドでサックスを演奏する。同年10月、交際相手のパトリシア・アンドリューズとの間に、彼にとって3番目の子供であるジュリアンが生まれる。

### ストーンズ結成
1962年、コーナーの助言によりロンドンに移ったジョーンズは、デパート店員の職を得て妻子を養っていたが、音楽への情熱を捨てきれず、求人誌にバンドメンバー募集広告を出稿した。これを見て連絡してきたのが、後にバンドメイトとなるイアン・スチュワートだった。3月、コーナー率いるアレクシス・コーナーズ・ブルース・インコーポレイテッドにギタリストとして参加。メンバーには後にバンドメイトとなるチャーリー・ワッツがいた。
同年4月7日、イーリング・ジャズ・クラブでエルモア・ジェームスの「ダスト・マイ・ブルーム」をスライドギターで演奏する。この時観客として来ていたミック・ジャガーとキース・リチャーズは感銘を受け、ギグの後初めてジョーンズと言葉を交わした。3人は「世界中でこの手の音楽をやっている唯一の仲間」である事を確信し意気投合、バンド結成への運びとなった。6月、ジョーンズが「ローリング・ストーンズ」のバンド名を提案。一部のメンバーから反発されるが、他に代案が示されなかった事から彼の提案が採用された。7月より、ストーンズはマーキー・クラブに腰を落ち着けて活動する。またこの頃より、ジョーンズ、ジャガー、リチャーズの3人は、チェルシーのアパートで共同生活を始める。
12月、空席だったベーシストの座にビル・ワイマンが就き、翌1963年には複数のバンドを掛け持ちしていたワッツの引き抜きに成功。同年6月にストーンズはデッカと契約しデビューを果たす。ジョーンズは紛れもなくローリング・ストーンズの創設者であった。

### ローリング・ストーンズとして
ストーンズは当初、イギリスの白人聴衆に「本物の」R&Bを聴かせることを目的としており、ジョーンズはストーンズを紹介する際には必ず「R&Bバンド」を名乗った。当時のジョーンズの様子をジャガーは「奴はバンドの運営と個性、バンドのあるべき姿に取り憑かれてた。俺には異常にすら見えたよ」と表現している。ちなみにジョーンズはジャガーのボーカリストとしての力量に疑問を持っていたようで、デビュー直前には代わりにポール・ボンド（後にマンフレッド・マンに参加するポール・ジョーンズ）を加入させようと考えていた事もある。
だが体調不良や彼女とのデートのため仕事を欠勤するなど、ジョーンズがリーダーとして相応しくない行動を見せるようになると、バンドの主導権は間もなくジャガーとマネージャーのアンドリュー・ルーグ・オールダムに移った。ジャガー/リチャーズのコンビがオリジナル曲の製作を始め、オールダムがそれを全面的に推し進めるようになると、作曲能力の乏しいジョーンズは次第にバンド内での存在感を失っていく。1964年のアメリカツアーから麻薬がバンド内に流入し始めると、ジョーンズはすぐに完全に薬物依存に陥った。バンドの成功と共にジョーンズの焦燥感は募り、以後薬物の影響力を高めた。
元々マルチプレイヤーだったジョーンズは、ギター以外の楽器で存在感を示すため、1960年代半ばから様々な楽器を導入するようになる。アマチュア時代から演奏していたハーモニカ、サックスやピアノの他、マリンバ、ダルシマー、シタール等の当時のロック音楽では珍しかった楽器を次々と取り入れ、『アフターマス』から『サタニック・マジェスティーズ』までのサイケデリック期のストーンズのサウンドに編曲面で大きな影響を与え、ブルース一辺倒だったバンドの音楽性の幅を広げることに貢献した。またビートルズの「イエロー・サブマリン」や「ユー・ノウ・マイ・ネーム」にゲスト参加するなど、他のアーティストとの今でいうコラボレーションも積極的に行った。
1967年5月、大麻所持の容疑で逮捕される。10月、9ヶ月の禁固刑が言い渡されるが、12月の上告裁判で1000ポンドの罰金と3年間の保護観察処分に減刑され、収監は免れた。同年にはジャガーとリチャーズも同じく麻薬所持の容疑で起訴されており、第1審では禁固刑を言い渡されたが、上訴審でジャガーは12ヶ月の条件付で釈放、リチャーズは無罪となっている。1960年代後半にバンドの運転手兼ボディーガードを務めていたトム・キーロックは、この頃のジョーンズから自殺を考えていたことを告白されたと振り返っている。
ジョーンズも自分の薬物依存を全く反省しなかった訳ではなく、逮捕から判決までの間に一度麻薬更生施設に入っている。だが翌1968年5月、大麻所持の現行犯で再び逮捕された。裁判では無実を主張するが、保護観察期間中の逮捕という事もあり厳刑も予想された。9月、罰金刑が下され、またも収監を免れた。ジャガーはプレスに「ブライアンが刑務所に行かずに済んでうれしいよ」と語ったが、この頃にはすでにバンド内でジョーンズを排除しようとする動きが出始めていた。ジャガーによれば、この頃のジョーンズはギターを持つことさえできなくなっていたと言う。脱退直前のジョーンズの様子は、ジャン＝リュック・ゴダール監督の『ワン・プラス・ワン』での「悪魔を憐れむ歌」の録音風景の中で見られるが、以前のように様々な楽器を自由自在・縦横無尽に生き生きと演奏する姿はもはや見られず、虚ろな顔を見せていた。ジャガーは「マジで100%打ち込んでるブライアンを見たのは、『ノー・エクスペクテーションズ』（1968年のアルバム『ベガーズ・バンケット』収録）が最後だった」と振り返っている。
この年の11月に、ジョーンズはサセックス州ハートフィールド近くにあるコッチフォード・ファームを購入した。この家は「クマのプーさん」の作者A・A・ミルンがかつて住んでいた家である。同年12月の「ロックンロール・サーカス」が、ジョーンズにとっての最後の出演となった。

### ストーンズ脱退と最期
1969年になると、ジョーンズはもはやスタジオに現れる事すら殆どなくなっていた。6月中旬、ジョーンズは自宅で、自らが声をかけたメンバーと結成した新しいバンドと練習を行う。招かれたのはアレクシス・コーナー、ジョン・メイオール、ミッチ・ミッチェルなどであった。ジョーンズはこの時イアン・スチュワートにも声をかけたが、この申し出は丁重に断られている。
6月8日、ジャガーはリチャーズ、ワッツを伴ってジョーンズの自宅を訪ね、ストーンズから脱退するよう勧めた。ジョーンズは一時金10万ポンドの支払いと、ストーンズが存続する限り年2万ポンドを受け取るという提案を呑み、脱退に同意した。記者会見でジョーンズは「ストーンズの音楽は俺の好みではなくなってしまった。俺は自分に合った音楽をやっていきたい」と語った。
脱退から間もない7月3日午前0時ごろ、自宅のプールの底に沈んでいるジョーンズが発見された。スウェーデン人の交際相手であるアンナ・ウォーリンが人工呼吸を試み、看護師のジャネット・ローソン、改装工事中の建築業者フランク・サラグッドが救急車を呼んだが、医師が到着した時ジョーンズは既に死亡していた。27歳だった。9日に行われた検死では、「酒と薬物の影響による不運な出来事」と結論付けられた。
ジョーンズに代わる新メンバー、ミック・テイラーのお披露目として予定されていた7月5日のハイドパーク・フリーコンサートは、急遽ジョーンズの追悼公演して行われることとなった。同公演はグラナダTVで放送され、後に音楽ソフトとして発売されている。ジョーンズの葬儀は7月10日に行われ、故郷のチェルトナムに埋葬された。ストーンズのメンバーで葬儀に参列したのはワイマンとワッツのみだった。彼の墓石には「僕をあまり厳しく裁かないでください（Please don't judge me too harshly）」と刻まれているという説があるが、実際には名前と生年月日が刻まれているだけである。これに関しては、バーバラ・シャロンのキース・リチャーズ評伝「KEITH RICHARDS Life as a Rolling Stone（邦題：キース・リチャーズ 彼こそローリング・ストーンズ）」の、ジョーンズの葬儀場面の記述が発端だと思われる。上記の言葉はジョーンズが父親に宛てて書いた手紙に書かれた言葉である。

## 音楽性
ジョーンズは楽器に触れるとすぐに演奏を憶えられたとされ、ギターやハーモニカの他、子供の頃に習っていたピアノやクラリネット、それ以外にもサックス、シタール、ダルシマー、メロトロン、マリンバ、リコーダーといった20種類以上の楽器を演奏でき、また、それらの楽器を曲に織り込むアレンジャーとしての能力は卓越していた。ジャガーもジョーンズのサウンド面での影響の大きさを認めているが、その一方で「ギターを捨て、道楽半分にいろんな楽器に手を出しすぎた」と批判もしている。
ジャガーはむしろギタリストとしてのジョーンズを高く評価している。ジャガーやリチャーズと出会う契機は、二人がジョーンズのスライドギターに惚れこんだことだった。ジャガーは「ブライアンはまだスライドギターなんて誰も演奏してないような頃から演奏していた。演奏スタイルはエルモア・ジェイムス風ですごく叙情的なタッチをしていた」とジョーンズの演奏技術を讃えている。
初期のストーンズのバッキング・ボーカルはリチャーズではなく主にジョーンズの担当だった。ジャガーの担当であるハーモニカも、初期の頃は主にジョーンズが吹いており、曲によってはギターを持たずにハーモニカだけを持って演奏する事もあった。後年のジョーンズは、シタールにのめりこんでいたという。
ジョーンズは作曲にはほとんど関与しなかったとされ、彼の名がクレジットされたストーンズの楽曲はこれまで1つも発表されていない。ジャガーは「ブライアンには作曲の才能がまるでなかった。奴より才能のない人間には未だに会ったことがない」とまで言い切っており、ワッツもまた「皆が曲を作っていてもブライアンは全く頼りにならなかった」と語っている。だがストーンズの作曲クレジットは必ずしも正確でないと指摘されており、実際にはジョーンズが書いた曲でも彼がクレジットされなかった可能性がある。
ジョーンズはストーンズを純粋なR&Bバンドと見なしており、ジャガーも「ブライアンは排他的で音楽観もすごく狭量だった。チャック・ベリーの曲とかやりたくなかったんじゃないかな」と語っている事から、R&B以外の音楽には興味を示さなかったと見られる。一方でジャガーは「古いR&Bのカバーばかりしてた頃は、本領を発揮してるって感じがしていなかった」とも語っており、このあたりにジョーンズの志向する音楽とストーンズの進める音楽性に乖離があったことが窺える。

## 人物
ジャガーはジョーンズについて「奴は周りの全ての人間を本当にひどい目に合わせた」、「精神的に不安定で、いつもイライラしていた。才能はあったがすごく偏執的な性格だった」、「俺が注目を浴びるともの凄く嫉妬した」と、その人となりを酷評している。リチャーズも「ブライアンはすべてに不満を持ち、いつしか音楽を作る事をやめた。人を裏切り、自分はスターになりたがった」と話す。ワッツもまた「一緒にいて楽しい奴じゃなかった」と語っている。60年代後半のストーンズ内の人間関係をよく知るトム・キーロックは「ブライアンには何をしても弱気な面と、誰にでも平気で嘘をつく悪党の2面性があった」「特に薬物に関しては信用できなかった。彼のことは好きだったが生まれついての嘘つきだった事が悲しい」と打ち明けている。ストーンズのメンバーで唯一、終始友好的な付き合いをしていたのがワイマンである。ワイマンはジョーンズの解雇に最後まで反対していたと言われている。
一方でストーンズと親交のあったビートルズのメンバーは、皆一様にジョーンズを高く評している。特に同じウェールズ系のジョージ・ハリスンは「ブライアンにはミックとキースがいて、僕にはポールとジョンがいた。僕らはそれぞれのバンドの中で同じような位置にいた」と、かなり親近感を持っていたようである。ポール・マッカートニーも「ブライアンは神経質ですごくシャイで、とても真面目な人間だった。麻薬の影響か、ちょっと手が震えてた。でもいい奴だったよ」と語っている。だが晩年のジョーンズとはやはり上手く付き合うことは難しかったようで、ジョン・レノンは「いつしか誰もがブライアンからの電話を怖がるようになった。彼からの電話といえば何かトラブルに決まってたからね」と告白している。ザ・フーのピート・タウンゼントもジョーンズを好意的に語る一人である。タウンゼントによると、1963年に初めて面会したデビュー前のザ・フーに対し、ジョーンズは「手助けできることがあればなんでもする」と述べたという。タウンゼントはジョーンズの死後、彼に捧げる曲を製作したが発売しなかった。
ジョーンズはストーンズのリーダーの座に相当こだわっていたようであり、選考の応募書類を作成する場合には、自分がバンドのリーダーである旨も記入していた。だがジャガーは「奴がリーダーだった事なんて一度もない」と語っており、ワッツも「ブライアンにはバンドを率いる能力なんてなかった」としている。
晩年のジョーンズは周囲からはかなり冷遇されていたようで、1967年に彼が逮捕後に保釈された時にも心配して迎えに行った者は誰もいなかったという。キーロックはそのときの事を「あの日はブライアンがとてもかわいそうでならなかった」と回想している。最後の出演舞台となったロックンロール・サーカスの直前にも、映像監督のマイケル・リンゼイ＝ホッグに「皆が俺に冷たくするから出たくない」と泣き言を言ってきたという。ザ・フーのメンバーとして出演していたタウンゼントは「ブライアンは舞台袖で涙を流していた。キースはそれを見てみぬふりをしていた」と語っている。タウンゼントと同じくザ・フーのメンバーとして出演していたキース・ムーンと分け隔てなく談笑できた事が唯一の救いだった様である。
ジャガーも「仲間をクビにして気持ちがいい訳ないだろ。でもそうせざるを得なかった。罪の意識とかはないけど…俺達、ある意味ブライアンを虐めてたんだよ」と、彼を冷遇した事を認めると同時に彼が必要不可欠な存在であった事も認めている。

### 交友関係
ジョーンズは初期のストーンズのメンバーの中で最も多くのミュージシャン達と交流を持っていた。彼の師とも言えるアレクシス・コーナーは、彼がジャガーやリチャーズと出会うきっかけを作った。ジョーンズはビートルズと初めて会った時、レノンがハーモニカ兼コーラス低音部の担当である事を見抜いた。ジョーンズは上記のとおりビートルズの「イエロー・サブマリン」や「ユー・ノウ・マイ・ネーム」の録音に招かれており、さらにレノンとマッカートニーもストーンズの「この世界に愛を」や「魔王讃歌」（『サタニック・マジェスティーズ』収録）にコーラスで参加している。
ジミ・ヘンドリックスとも交流があり、モンタレー・ポップ・フェスティバルではヘンドリックスを紹介する役割を果たした。またジミ・ヘンドリックス・エクスペリエンス3枚目のアルバム『エレクトリック・レディランド』（1968年）の録音に参加し、「見張塔からずっと」でパーカッション、未発表曲「リトル・ワン」でシタールを演奏した。彼らとの共演は、ジャガーやリチャーズへのあてつけでもあったという。またキーロックは、ヘンドリックスの自宅でジョーンズとヘンドリックスのアコースティックギターでの即興演奏を聴いたが、それは度肝を抜かれるほど素晴らしいものだったという。
ボブ・ディランとも交流があったが、1966年5月に初めて会った時、ジョーンズとリチャーズは泥酔状態でディランに「『ライク・ア・ローリング・ストーン』は俺達に対する侮辱だ」と因縁をつけ、大喧嘩になった。ディランの「やせっぽちのバラッド」の歌詞にある「ミスター・ジョーンズ」とはジョーンズを指すとされている。
冒険作家のC・W・ニコルは学生時代の先輩に当たる。ニコルは同じウェールズ人同士ということもあってジョーンズに目をかけていたが、彼が少女を妊娠させた事に憤慨して連絡を絶った。だがニコルはそれでもジョーンズの行く末を案じており、彼がストーンズとして活動している事を知ってからもそれは変わらなかった。ニコルがジョーンズの死を知ったのは、エチオピアで自然保護官をしている時だった。パトロールの途中で立ち寄ったパブで観光客からジョーンズの死を聞かされ、エチオピアのテキーラであるアラーキを呷りながら涙を流したという。

### 女性関係
ジョーンズは性的に早熟であり、派手な女性関係を持っていた。16歳の時に早くも14歳の少女を妊娠させている。彼は20歳までに3人の女性に1人ずつ子供を産ませ、判明しているだけで5人の私生児をもうけたが、どの子に対しても最後まで責任を持つことはなかった。ジョーンズの5番目の子供、ジュリアンを生んだリンダ・ローレンスは、息子を伴ってジョーンズの葬儀に参列している。
特によく知られている女優のアニタ・パレンバーグとの交際は、1965年9月から始まった。パレンバーグとは結婚の噂まで出たが、ジョーンズは結婚については否定しながらも「結婚についてはじっくり考えてきた。アニタは俺が真剣になった初めての女だから」と1965年当時の取材で語っている。だが、やがてパレンバーグからも愛想を尽かされることになる。2人が別れるきっかけとなったのは、1967年3月のモロッコ旅行中のことだった。旅の途中で病気になり入院したジョーンズがいない隙に、パレンバーグは同行していたリチャーズと恋仲になっていた。その後回復したジョーンズがその事実を知り、2人は大喧嘩をする。そして3月15日の夜、泥酔したジョーンズは怪しい売春婦2人をホテルに連れてきて、パレンバーグに彼女らと性行為をするように命令した。パレンバーグは当然拒否したが、激昂したジョーンズはホテルの部屋を破壊し始めた。パレンバーグは服をつかんでリチャーズの部屋へ逃げ込んだ。この一件で2人の関係は終わり、その後パレンバーグはリチャーズと交際を始める。この旅行に同行していたキーロックは「これがジョーンズが駄目になっていく始まりだった。本人もその事に気付いていただろう」と語っている。
パレンバーグと別れた後、ジョーンズはモデルのスキ・ポワティエと交際を始める。ポワティエはジョーンズの死には関与しなかったが、葬儀には参列している。ポワティエはその後1981年に自動車事故で死亡している。ジョーンズの最後の交際相手となったアンナ・ウォーリンは、プールで死亡しているジョーンズを発見している。

### 他殺説
1994年、『Paint It Black - The Murder of Brian Jones』と『Who Killed Christopher Robin?』という2冊の本を通じてジョーンズは殺されたという説が広まった。これらによれば、当時ジョーンズの自宅の修理をしていたフランク・サラグッドが、ジョーンズを殺したとキーロックに告白したというものである（サラグッドは1993年に死亡している）。実際にジョーンズの最期の瞬間を目撃した者はいないため、この説は説得力を持たれ瞬く間に拡大していった。2005年に公開されたジョーンズの伝記映画『ブライアン・ジョーンズ ストーンズから消えた男』（スティーヴン・ウーリー：監督）ではこの他殺説を採用している。
2009年、警察はジョーンズの死について再捜査する可能性がある事を発表した。前年の2008年に、ジャーナリストのスコット・ジョーンズ（親類ではない）がジョーンズの死に関する調査報告書を警察に提供したという。だがこの一報以降、この件に関する続報は一切出てきていない。
ジャガーは他殺説について「奴はプールに溺れて死んだのさ。他の事は誰かが金儲けのために言ってるだけだよ」と一蹴している。

## 使用楽器
グレッチ・アニバーサリー
メジャー・デビュー時から1964年頃まで、メインで使用された。
ヴォックス・マークVI
ジョーンズのトレードマークにもなった、ティアドロップ型の変形ギター。ジョーンズは1964年のアメリカツアー中にこのギターを注文した。だがこれ以前にも、1963年にバンドがヴォックスのアンプの無償提供と引き換えに撮った宣伝写真で、このギターを抱えるジョーンズの姿が残されている。
ギブソン・ファイヤーバード
上記のマークVIに代わり、1965年頃から主に使用された。リバースボディ、ノンリバースボディ両方を所有していた。

## ソロ活動
1967年、フォルカー・シュレンドルフ監督、アニタ・パレンバーグ主演のドイツ映画『Mord und Totschlag（英題：A Degree of Murder）』の音楽を担当したが、サウンドトラック盤は発売されていない。2024年の時点で同映画のドイツ盤のDVDとブルーレイが発売されている。
1968年7月29日にモロッコのジャジューカでThe Master Musicians of Joujoukaが演奏する民族音楽を自ら録音し、ロンドンのスタジオで編集や加工を加えて、死の直前の1969年6月に完成させた。この作品は1971年、『ジャジューカ』（Brian Jones Presents the Pipes Of Pan At Joujouka） として発表された。彼は演奏に加わっていないが、原曲に対してかなり恣意的なアレンジを施している。彼がこの音源をどのように使用するつもりだったのか、そもそもソロ名義で発表するつもりだったのか、などは不明である。ワールドミュージックを加工しポップミュージックに昇華させる、という手法が1980年代後半から広まった事を考慮すると、同アルバムは時代を先取りした最先端の作品であったと言えよう。1995年のCD再発に際して、オリジナル盤のジャケットに使用されていた絵画が版権の問題で使用できなくなったため、デザインが改められた。